# Andrena topazana
Andrena topazana är en biart som beskrevs av Cockerell 1906. Andrena topazana ingår i släktet sandbin, och familjen grävbin. Inga underarter finns listade i Catalogue of Life.